# Từ Tây Thịnh
Từ Tây Thịnh (tiếng Trung giản thể: 徐西盛, bính âm Hán ngữ: Xú Xīshèng, sinh tháng 4 năm 1964, người Hán) là tướng lĩnh Quân Giải phóng Nhân dân Trung Quốc. Ông là Thượng tướng, Ủy viên Ủy ban Trung ương Đảng Cộng sản Trung Quốc khóa XX, hiện là Chính ủy Quân chủng Tên lửa. Ông từng là Phó Chính ủy Chiến khu, Chính ủy Không quân Chiến khu Nam Bộ; Chủ nhiệm Bộ Chính trị Chiến khu Trung Bộ, Chiến khu Bắc Kinh; Chính ủy Sở chỉ huy Không quân Phúc Châu.
Từ Tây Thịnh là đảng viên Đảng Cộng sản Trung Quốc, ông có sự nghiệp đều phục vụ Không quân, chủ yếu về công tác chính trị nội bộ ở nhiều căn cứ, quân khu và chiến khu trước khi tham gia lãnh đạo Quân chủng Tên lửa.

## Sự nghiệp

### Các giai đoạn
Từ Tây Thịnh sinh tháng 4 năm 1964 tại huyện Tân Thái, nay là thành phố cấp huyện Tân Thái thuộc địa cấp thị Thái An, tỉnh Sơn Đông, Cộng hòa Nhân dân Trung Hoa. Ông lớn lên và tốt nghiệp sơ trung ở Tân Thái, nhập ngũ Quân Giải phóng Nhân dân Trung Quốc vào năm 1980, thuộc Không quân. Ông được điều động tham gia theo học các trường không quân và là phi công, hoạt động lái và chỉ huy phi cơ. Đầu năm 2013, ông được thăng quân hàm Thiếu tướng Không quân, được bổ nhiệm làm Chính ủy Sở chỉ huy Không quân Phúc Châu – tiền thân của Căn cứ Không quân Phúc Châu, thuộc Không quân Quân khu Nam Kinh, cấp phó quân. Sang năm 2014, ông được điều tới Quân khu Bắc Kinh, nhậm chức Chủ nhiệm Bộ Chính trị của quân khu, đến tháng 2 năm 2016, theo cải tổ hệ thống quân sự Trung Quốc, Quân khu Bắc Kinh được giải thể và tổ chức lại, trở thành một phần của Chiến khu Trung Bộ, Từ Tây Thịnh được điều chuyển và là Chủ nhiệm Bộ Chính trị Chiến khu Trung Bộ.
Tháng 1 năm 2017, Từ Tây Thịnh được điều về Chiến khu Nam Bộ, nhậm chức Phó Chính ủy Chiến khu kiêm Chính ủy Không quân Chiến khu Nam Bộ. Đầu năm 2018, ông được điều động đại diện Quân Giải phóng ứng cử và trúng cử là đại biểu của Đại hội Đại biểu Nhân dân toàn quốc khóa XIII nhiệm kỳ 2018–23. Ông được thăng quân hàm Trung tướng Không quân vào tháng 7 cùng năm.

### Quân chủng Tên lửa
Giai đoạn đầu năm 2022, ông được bầu làm đại biểu tham gia Đại hội Đảng Cộng sản Trung Quốc lần thứ XX từ đoàn Quân Giải phóng và Vũ cảnh. Trong quá trình bầu cử tại đại hội, ông được bầu làm Ủy viên Ủy ban Trung ương Đảng Cộng sản Trung Quốc khóa XX. Tháng 7 năm 2023, ông được nhà lãnh đạo Tập Cận Bình phong quân hàm Thượng tướng, được Quân ủy Trung ương chỉ định làm Chính ủy Quân chủng Tên lửa, thay thế Ủy viên Trung ương Đảng, Thượng tướng Từ Trung Ba trong giai đoạn Quân chủng Tên lửa được điều tra toàn bộ, các lãnh đạo gồm Tư lệnh Lý Ngọc Siêu và Chính ủy Từ Trung Ba đều được miễn nhiệm.

## Lịch sử thụ phong quân hàm
| Quân hàm |             |             |              |  |  |  |  |  |  |  |  |
| Cấp bậc  | Thiếu tướng | Trung tướng | Thượng tướng |  |  |  |  |  |  |  |  |
|          |             |             |              |  |  |  |  |  |  |  |  |